# 동구중학교
동구중학교(東九中學校)는 대한민국 경기도 구리시 인창동에 있는 공립 중학교이다.

## 학교 연혁
- 1999년 1월 25일 : 동구중학교 설립인가(10학급)
- 1999년 3월 1일 : 초대 임병춘 교장 취임
- 1999년 3월 2일 : 제1회 입학식(437명 입학)
- 2002년 2월 15일 : 제1회 졸업식(439명 졸업)
- 2009년 7월 5일 : 웅비관 준공
- 2021년 2월 19일 : 급식소 준공
- 2022년 9월 1일 : 제7대 이승희 교장 취임
- 2024년 1월 5일 : 제23회 졸업식(236명 졸업, 총인원 8,800명)
- 2024년 3월 4일 : 2024학년도 입학식(9학급 229명 입학)

## 참고 자료
- 동구중학교 - 한국교육학술정보원 학교알리미